# 암태국민학교 오상분교
암태국민학교 오상분교는 전라남도 신안군에 있었던 공립 초등학교이다.

## 학교 연혁
- 일자미상 오상국민학교 설립 인가
- 1956년 7월 22일 오상국민학교 개교
- 1967년 4월 1일 도서벽지학교 '을'급 지정
- 1986년 1월 1일 도서벽지학교 '나'급 조정
- 1986년 3월 1일 암태국민학교 오상분교장 격하 편입
- 1992년 3월 1일 폐교 및 암태국민학교 통폐합